# Clément Michelin
Clément Michelin (Montauban, 11 mei 1997) is een Frans voetballer die bij voorkeur als rechtsback speelt.

## Clubcarrière
Michelin speelde in de jeugd bij AS Savennes Verdun, Coquelicots Montechois en Toulouse. Op 20 september 2016 debuteerde hij in de Ligue 1 tegen Lille OSC. Hij viel na 61 minuten in voor Issiaga Sylla. Drie dagen later kreeg hij zijn eerste basisplaats in de thuiswedstrijd tegen Paris Saint-Germain. Michelin speelde de volledige wedstrijd en zag zijn team met 2–0 winnen.

## Clubstatistieken
| Seizoen     | Club          | Competitie     | Competitie | Competitie | Competitie | Beker | Beker | Beker | Internationaal | Internationaal | Internationaal | Totaal | Totaal | Totaal |
| Seizoen     | Club          | Competitie     | Wed.       | Dlp.       | Ass.       | Wed.  | Dlp.  | Ass.  | Wed.           | Dlp.           | Ass.           | Wed.   | Dlp.   | Ass.   |
| ----------- | ------------- | -------------- | ---------- | ---------- | ---------- | ----- | ----- | ----- | -------------- | -------------- | -------------- | ------ | ------ | ------ |
| 2016/17     | Toulouse FC   | Ligue 1        | 8          | 0          | 0          | 2     | 0     | 0     | —              | —              | —              | 10     | 0      | 0      |
| 2017/18     | Toulouse FC   | Ligue 1        | 7          | 0          | 0          | 3     | 0     | 0     | —              | —              | —              | 10     | 0      | 0      |
| 2018/19     | Toulouse FC   | Ligue 1        | 1          | 0          | 0          | 0     | 0     | 0     | —              | —              | —              | 1      | 0      | 0      |
| Club Totaal | Club Totaal   | Club Totaal    | 16         | 0          | 0          | 5     | 0     | 0     | 0              | 0              | 0              | 21     | 0      | 0      |
| 2018/19     | → AC Ajaccio  | Ligue 2        | 14         | 0          | 0          | 1     | 0     | 0     | —              | —              | —              | 15     | 0      | 0      |
| Club Totaal | Club Totaal   | Club Totaal    | 14         | 0          | 0          | 1     | 0     | 0     | 0              | 0              | 0              | 15     | 0      | 0      |
| 2019/20     | RC Lens       | Ligue 2        | 25         | 1          | 2          | 1     | 0     | 1     | —              | —              | —              | 26     | 1      | 3      |
| 2020/21     | RC Lens       | Ligue 1        | 26         | 0          | 4          | 2     | 0     | 0     | —              | —              | —              | 28     | 0      | 4      |
| Club Totaal | Club Totaal   | Club Totaal    | 51         | 1          | 6          | 3     | 0     | 1     | 0              | 0              | 0              | 54     | 1      | 7      |
| 2021/22     | AEK Athene    | Super League 1 | 23         | 0          | 2          | 1     | 0     | 0     | —              | —              | —              | 24     | 0      | 2      |
| Club Totaal | Club Totaal   | Club Totaal    | 23         | 0          | 2          | 1     | 0     | 0     | 0              | 0              | 0              | 24     | 0      | 2      |
| 2022/23     | → G. Bordeaux | Ligue 2        | 6          | 0          | 1          | 0     | 0     | 0     | —              | —              | —              | 6      | 0      | 1      |
| Club Totaal | Club Totaal   | Club Totaal    | 6          | 0          | 1          | 0     | 0     | 0     | 0              | 0              | 0              | 6      | 0      | 1      |
| TOTAAL      | TOTAAL        | TOTAAL         | 110        | 1          | 9          | 10    | 0     | 1     | 0              | 0              | 0              | 120    | 1      | 10     |

## Interlandcarrière
Michelin kwam reeds uit voor diverse Franse nationale jeugdelftallen. Hij speelde onder meer tien interlands voor Frankrijk –19 en speelde voor het Franse Olympische elftal op de Spelen van Tokio in 2021.